# بشملة صبغية
بشملة صبغية (الاسم العلمي:Eriobotrya tinctoria) هي نوع غير مؤكد من النباتات تتبع جنس البشملة من الفصيلة الوردية. تم وصف هذا النوع من النبات علمياً لأول مرة من قبل ويلهلم سولبتيز كورز سنة 1875.